# The Hounds of Spring
The Hounds of Spring es una obertura de concierto para los vientos, compuesa por el compositor estadounidense Alfred Reed en 1980.
Reed se inspiró en el poema Atalanta in Calydon (1865), del poeta inglés de la época victoriana, Algernon Charles Swinburne, una recreación en verso inglés moderno de una tragedia griega antigua. Según el propio Reed, la imagen mágica del poema del amor joven en primavera constituye la base musical en forma de obertura tradicional en tres partes. El deseo de Reed era capturar los elementos duales del poema: la vivacidad juvenil y la inocencia del tierno amor.
The Hounds of Spring fue encargado y dedicado a la banda de conciertos de la escuela secundaria John L. Forster de Windsor, Ontario, Canadá, y su director, Gerald Brown. El estreno mundial fue en Windsor el 8 de mayo de 1980, dirigido por el compositor, y desde entonces sigue formando parte del repertorio básico para bandas de viento.

## Instrumentación
La pieza está orquestada para: